# Roberto Murolo e la sua chitarra (1ª selezione di successi)
Roberto Murolo e la sua chitarra (1ª selezione di successi) è una selezione di successi 33 giri del cantante Roberto Murolo pubblicato nel 1955.

## Tracce

### Lato A
1. Scalinatella
2. Serenatella A 'Na Cumpagna 'E Scola
3. Me So' 'Mbriacato 'E Sole
4. 'O Ciucciariello

### Lato B
1. Anema e core
2. Luna Rossa
3. Aggio Perduto 'O Suonno
4. Nu Quarto 'E Luna